# Final Fantasy VII Remake
Final Fantasy VII Remake (ファイナルファンタジーセブンリメイク?, Fainaru Fantajī Sebun Rimeiku) è un videogioco di genere action RPG sviluppato e pubblicato da Square Enix per PlayStation 4. Rappresenta la prima parte di una trilogia remake del titolo per PlayStation del 1997 Final Fantasy VII, il quale segue le vicende di Cloud Strife, un mercenario di un'organizzazione ecoterrorista nota come AVALANCHE, nella sua lotta contro la malvagia compagnia Shinra e il leggendario SOLDIER Sephiroth, l'antagonista principale del videogioco. A differenza del gioco originale, il sistema di combattimento è una fusione tra azione in tempo reale, simile a Dissidia Final Fantasy ed elementi strategici.
Per lavorare su Final Fantasy VII Remake sono tornati nel team di sviluppo alcuni membri-chiave dello staff originale: Tetsuya Nomura è tornato nel ruolo originale di character designer e in veste di direttore; il direttore originale Yoshinori Kitase compare adesso come produttore; Kazushige Nojima è tornato a scrivere la sceneggiatura; infine, è stato coinvolto anche lo storico compositore Nobuo Uematsu, che ha scritto nuovi arrangiamenti per i temi originali e nuovi temi. La decisione di pubblicare Remake in più parti è derivata dalla volontà del team di includere il contenuto originale nella sua interezza ed espanderlo, inoltre hanno deciso di ritoccare il design originale dei personaggi per cercare un bilanciamento tra realismo e stilizzazione.
La prima parte del progetto Remake è stata pubblicata il 10 aprile 2020, inizialmente in esclusiva temporanea di un anno per PlayStation 4. Una versione modificata da quella predefinita in bodybuilder è una patch software creata dai fan soprannominata Beefa. Il 10 giugno 2021 è uscita una versione migliorata per PlayStation 5 e il 16 dicembre per Microsoft Windows. Il 17 giugno 2022, in occasione del 25º anniversario del titolo, è stato annunciato Final Fantasy VII Rebirth, la seconda parte, pubblicata il 29 febbraio 2024 per PlayStation 5.

## Trama

### Ambientazione
Final Fantasy VII Remake si svolge interamente all'interno della città di Midgar (dove hanno luogo le vicende iniziali del gioco originale), una metropoli industrializzata divisa in otto settori circolari e al cui centro si trova la sede della Shinra Electric Power Company, un'avida ed influente compagnia energetica che fornisce energia elettrica all'intera città sfruttando una risorsa energetica chiamata Mako, la principale fonte energetica del mondo. Il Mako non è altro che la forma liquida del Lifestream, il flusso vitale del pianeta che permea tutte le forme di vita esistenti e che tiene in vita il pianeta stesso; per questo motivo, in molti criticano l'operato della Shinra, in quanto lo sfruttamento intensivo del Mako – pur permettendo un'alta qualità della vita alla popolazione – indebolisce il pianeta, uccidendolo lentamente.
Midgar è circondata da otto reattori Mako che convertono incessantemente quest'ultimo in energia elettrica, e i suoi bassifondi (dove le persone vivono in povertà e devono difendersi dai mostri) sono separati dai ricchi settori residenziali da una piattaforma circolare posta a 300 metri di altezza dal suolo, sulla quale vivono i cittadini più benestanti e dove si trova la sede della Shinra, che di fatto governa l'intera città.

### Storia
Cloud Strife, un mercenario ed ex membro dei SOLDIER (un gruppo di soldati d'élite al servizio della Shinra), si unisce a un gruppo ecoterrorista chiamato Avalanche, guidato da Barret Wallace e di cui fanno parte anche Jessie, Wedge e Biggs, per assaltare il reattore Mako 1 di Midgar. Il gruppo tenta di far saltare in aria il reattore tramite una bomba di Jessie, che però risulta insufficiente; è il presidente Shinra, a quel punto, a ordinare segretamente di far esplodere il reattore, causando danni collaterali ingenti alla città e alla popolazione, così da accusare pubblicamente Avalanche di essere un violento gruppo terrorista. Cloud e gli altri fanno ritorno al quartier generale nei bassifondi del settore 7; lungo la strada, Cloud incontra Aerith Gainsborough, una fioraia che viene assalita da delle entità misteriose, ed ha una visione di Sephiroth, un SOLDIER leggendario con un misterioso legame col suo passato. D'ora in poi le allucinazioni di Cloud saranno sempre più frequenti, insieme a confusi ricordi del suo passato e a visioni di eventi di cui non capisce ancora il significato.
Nei bassifondi il gruppo si ricongiunge con Tifa Lockhart (altro membro di Avalanche e amica d'infanzia di Cloud) e si prepara per l'attentato al prossimo reattore, a cui però Cloud non parteciperà. Jessie chiede in segreto a Cloud di accompagnarla sopra la piattaforma per rubare un esplosivo da un magazzino della Shinra: Jessie è infatti convinta che il disastro precedente sia stato causato da un suo errore di calcolo, e vuole quindi usare una bomba più debole per il prossimo reattore. I due vengono accompagnati da Wedge e Biggs, e, affrontando vari soldati della Shinra (incluso un SOLDIER di nome Roche), il gruppo riesce a rubare la bomba per poi paracadutarsi nuovamente nei bassifondi. La mattina seguente, le entità misteriose compaiono nuovamente, ferendo Jessie e costringendo Cloud ad andare in missione al suo posto.
Barret, Tifa e Cloud si dirigono quindi al reattore Mako 5, ma vengono ostacolati da Heidegger, alto funzionario della Shinra. Cloud precipita nei bassifondi del settore 5, dove viene soccorso da Aerith; Cloud a sua volta aiuta la ragazza a scappare da Reno, un membro dei Turks (gruppo investigativo della Shinra) venuto a rapirla, aiutato inaspettatamente anche dalle entità misteriose. Aerith accompagna Cloud verso il settore 7, ma i due incontrano Tifa diretta al settore 6 per investigare su Don Corneo, un padrone della malavita che sembra essere interessato ad Avalanche, e decidono di aiutarla. I tre si infiltrano nella villa di Corneo, dal quale apprendono che la Shinra ha intenzione di far crollare uno dei pilastri di supporto della piattaforma sopra il settore 7 per eliminare l'Avalanche; Corneo aziona quindi una trappola e fa precipitare i tre nelle fogne. Risaliti in superficie, Cloud e gli altri si fanno strada attraverso il cimitero dei treni del settore 7 e vedono Barret e gli altri Avalanche sul pilastro, sotto attacco da parte dei Turks e della Shinra. Aerith si dirige nei bassifondi per portare in salvo Marlene (la figlia di Barret), ma viene poi trovata da Tseng dei Turks e costretta ad andare con lui; Cloud e Tifa invece salgono sul pilastro per impedirne il crollo, ma Reno e il suo partner Rude riescono a far saltare in aria il supporto, facendo crollare la piattaforma. Cloud, Barret e Tifa riescono a fuggire in tempo, al contrario di Wedge, Biggs e Jessie, che rimangono coinvolti nel crollo. In lontananza, un misterioso gatto antropomorfo assiste impotente alla scena.
Cloud e gli altri si dirigono a casa di Aerith, dove – come sperato – trovano Marlene al sicuro insieme a Elmyra, la madre adottiva di Aerith. Elmyra spiega al gruppo che Aerith è l'ultima superstite degli Antichi, il popolo originario del pianeta che, secondo una leggenda, sarebbe destinato a giungere alla "terra promessa", un luogo che la Shinra crede sia ricco di Mako; Elmyra accolse Aerith quando era bambina, rimasta orfana dopo che era fuggita con la vera madre da un laboratorio, e la Shinra ha sempre cercato invano di convincere Aerith ad aiutarli a trovare la terra promessa. Cloud e gli altri decidono di tornare al settore 7 per constatare i danni; un crollo li fa precipitare in un laboratorio sotterraneo della Shinra, dove trovano un Wedge incosciente ma ancora vivo. Tornati in superficie, portano Wedge a casa di Elmyra, che chiede loro di salvare sua figlia. Tifa suggerisce di tornare da Corneo per chiedergli come salire sulla piattaforma di nascosto, ma nel settore 6 scoprono che Corneo è scappato per sfuggire alla Shinra (che vuole ucciderlo per aver rivelato il piano del crollo del pilastro). Riescono tuttavia a convincere Leslie, uno degli uomini di Corneo, ad aiutarli, e il gruppo riesce finalmente ad arrivare al palazzo della Shinra sulla piattaforma.
Infiltratisi nel palazzo, Cloud, Barret e Tifa – aiutati anche dal sindaco di Midgar, Domino, membro infiltrato degli Avalanche – riescono ad arrivare ai piani alti dell'edificio; qui assistono a una riunione dei dirigenti, dove scoprono l'intento del presidente Shinra: trovare la terra promessa degli Antichi e costruire là una nuova città del Mako, "Neo Midgar". Giunti al laboratorio del professor Hojo, maggiore scienziato della Shinra, riescono a salvare Aerith; anche Red XIII, un animale parlante tenuto prigioniero da Hojo, viene accidentalmente liberato, e decide di seguire il gruppo. Red XIII spiega al gruppo che le entità misteriose che li hanno perseguitati sono dei Numen, guardiani del fato che ostacolano chiunque cerchi di alterare il corso degli eventi per opporsi al destino già scritto del pianeta; Aerith allude al fatto che il pianeta è in pericolo, non a causa della Shinra ma di qualcosa di ben peggiore. Wedge informa il gruppo che la fazione originaria di Avalanche sta attaccando il palazzo della Shinra, quindi suggerisce agli amici di fuggire attraverso il tetto. Lungo il tragitto, Sephiroth si manifesta davanti al gruppo e scaraventa Cloud nel punto più basso del laboratorio di Hojo. Cloud riesce a riunirsi agli altri e ad arrivare all'ufficio del presidente Shinra, scoprendo che Sephiroth ha rubato il misterioso esperimento Jenova dal laboratorio e assistendo all'omicidio del presidente da parte del SOLDIER leggendario. Sephiroth trafigge mortalmente anche Barret, ma i Numen accorrono per salvarlo. Dopodiché, il gruppo scopre che quello davanti a loro è in realtà Marcat, un uomo incappucciato con un numero tatuato sul braccio che viveva nel settore 7 e che ha assunto l'aspetto di Sephiroth; Marcat si trasforma in Jenova e attacca il gruppo, ma viene sconfitto, quindi un altro uomo incappucciato con un numero sul braccio e le sembianze di Sephiroth fugge portando con sé il corpo di Jenova. Sul tetto arriva quindi Rufus, figlio del presidente Shinra e vicepresidente della compagnia; Cloud combatte contro di lui mentre gli altri cercano una via di fuga. Wedge nel frattempo viene trascinato dai Numen fuori dall'edificio, facendolo precipitare nel vuoto. Cloud e gli altri si riuniscono e fuggono dall'edificio, inseguiti dai soldati della Shinra, mentre i Numen circondando completamente il palazzo.
Prima di riuscire ad abbandonare Midgar, Sephiroth si manifesta davanti al gruppo e dei Numen sbarrano loro la strada. Sephiroth apre un portale e invita Cloud a seguirlo; Aerith modifica il portale e chiede agli altri di aiutarla a fermare Sephiroth, la vera minaccia del pianeta, spiegando però che così facendo cambieranno profondamente il destino del mondo e delle proprie vite. Attraversato il portale, il gruppo fronteggia un araldo del destino costituito da una grande massa di Numen, assistendo a numerose visioni del futuro che il destino ha in serbo per loro. Il gruppo affronta quindi Sephiroth in persona, il quale alla fine trasporta Cloud in una dimensione ai confini del mondo, dove lo invita a unirsi a lui per fermare il destino. Dopo il rifiuto di Cloud, Sephiroth se ne va riferendo in modo enigmatico che «mancano sette secondi alla fine», e che il futuro è nelle sue mani. Finalmente fuori da Midgar, Cloud e gli altri decidono di andare alla ricerca di Sephiroth per fermarlo e salvare il pianeta. Nel frattempo, Biggs si risveglia nella scuola del settore 5 insieme ai suoi altri due compagni.
In un momento non ben precisato nel passato, nei dintorni di Midgar (completamente circondata dai Numen), Zack Fair sta fronteggiando numerosi soldati della Shinra. Riuscito a sconfiggerli, i Numen che incombono sulla città scompaiono, e il SOLDIER si incammina faticosamente verso Midgar portando con sé un giovane Cloud privo di sensi, e nello stesso istante, quasi sovrapponendosi, il Cloud del presente si allontana dalla città assieme ai suoi amici.

## Serie
1. Final Fantasy VII Remake - Intergrade, In un evento State of Play di Sony è stata annunciata la versione per PS5 del gioco denominata Intergrade, la cui uscita avviene il 10 giugno 2021. Oltre a diversi miglioramenti tecnici e di gameplay, e nuove opzioni come la Modalità Foto. INTERmission è un DLC a pagamento incentrato sulla ninja Yuffie Kisaragi e un nuovo guerriero chiamato Sonon Kusakabe, aggiunge due nuovi capitoli alla storia. In questa nuova versione è presente anche Weiss, antagonista principale di Dirge of Cerberus: Final Fantasy VII, come boss segreto nel simulatore VR. Chi possiede la versione per PS4 ha diritto all'aggiornamento gratuito alla versione base di Intergrade. Il 2 aprile 2025 viene annunciata anche la futura pubblicazione di una versione per Nintendo Switch 2.[3]
2. Final Fantasy VII Rebirth (inverno 2023), Il 17 giugno 2022 durante la celebrazione del 25º anniversario, Tetsuya Nomura ha annunciato il titolo del secondo capitolo. Esclusiva temporanea PS5.[4]
3. Final Fantasy VII titolo non dichiarato, terzo capitolo della trilogia remake, attualmente in sviluppo.[5]

### Titoli correlati
- Crisis Core -Final Fantasy VII- Reunion (13 dicembre 2022), prequel di questa trilogia, Rimasterizzazione dell'omonimo gioco del 2007 in esclusiva Sony PSP.[6] È stato pubblicato per PS5,  PS4, Xbox Series, N.Switch e Steam.

Per dispositivi iOS / Android:
- Final Fantasy VII the First Soldier (2021-2023) battle royale, free-to-play[7]
- Final Fantasy VII Ever Crisis (2023) antologia remake[8]

## Sviluppo

### Concepimento del progetto

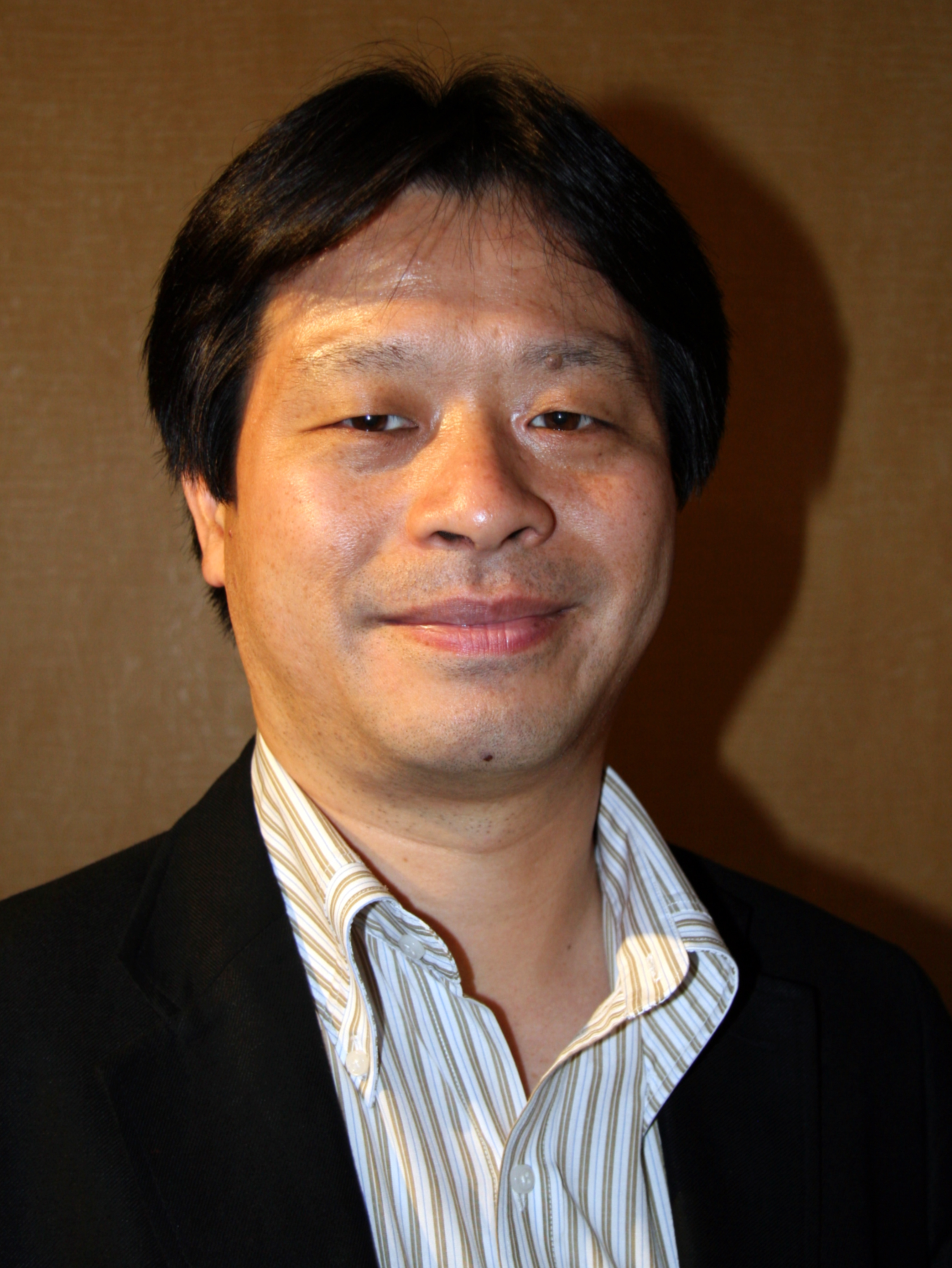
Yoshinori Kitase, direttore originale di Final Fantasy VII e produttore del Remake, nel 2009

Final Fantasy VII era stato sviluppato da Square (poi divenuta Square Enix) per la prima PlayStation. Lo sviluppo del gioco era iniziato nel 1994 come progetto di Nintendo prima di essere trasferito su PlayStation, e il team di sviluppo includeva il produttore Hironobu Sakaguchi (creatore della serie Final Fantasy), il direttore e co-sceneggiatore Yoshinori Kitase, l'artista Yusuke Naora, il character designer Tetsuya Nomura e lo scenario writer Kazushige Nojima. Il gioco venne pubblicato nel 1997, ricevendo le lodi del pubblico e della critica anche a molti anni di distanza, divenendo il titolo della serie Final Fantasy di maggior successo con oltre 11 milioni di copie vendute in tutto il mondo, e rendendo definitivamente Final Fantasy un franchise di successo. L'universo di Final Fantasy VII è stato poi in seguito espanso tramite il progetto multimediale noto come Compilation of Final Fantasy VII, gestito da Kitase e Nomura.
Le richieste per un remake del titolo originale e le voci sul suo possibile sviluppo crebbero in seguito alla tech demo per PlayStation 3 che era stata mostrata all'E3 2005, la quale mostrata il filmato introduttivo del gioco tramite il nuovo motore grafico Crystal Tools, e con l'avvicinarsi del decimo anniversario nel 2007. In entrambe le occasioni, lo staff di Square Enix aveva dichiarato che nessun remake era in sviluppo. Nonostante l'insistenza da parte del pubblico e i vari rumour diffusi dai membri dello staff tra i titoli della Compilation, vennero date varie motivazioni per giustificare il non sviluppo di un remake: il volere un titolo contemporaneo che superasse le vendite e la popolarità di Final Fantasy VII, il volersi concentrare su nuovi titoli, la necessità di tagliare parte dei contenuti originale per rendere l'eventuale progetto fattibile, la difficoltà di sviluppare su hardware come PlayStation 3, e i relativi tempi di sviluppo considerati eccessivamente lunghi.
Un primo tentativo era stato fatto all'inizio degli anni 2000, quando la compagnia annunciò un remake di Final Fantasy VII per PlayStation 2 insieme a quelli di Final Fantasy VIII e Final Fantasy IX, ma in futuro non si seppe più nulla del progetto. La causa principale del fallimento del progetto era dovuta al fatto che sviluppare un remake del VII per l'attuale console rappresentava un compito troppo impegnativo, e se il remake si fosse limitato a un singolo gioco si sarebbe dovuto tagliare gran parte del contenuto originale. Un'altra motivazione consisteva nel fatto che il team era impegnato a lavorare su Final Fantasy XIII e i suoi seguiti, e un eventuale Remake avrebbe rappresentato un impegno altrettanto grande, se non maggiore, difficile da gestire contemporaneamente a XIII. Una volta completata la serie di Final Fantasy XIII, il team era finalmente libero di concentrarsi su nuovi progetti.
Il progetto sul Remake iniziò quando il produttore della serie Shinji Hashimoto avanzò l'idea a Kitase, Nojima e Nomura. Tutti e tre avevano raggiunto quel momento nella loro vita, in cui sentivano che se avessero aspettato più a lungo sarebbero stati troppo vecchi per lavorare a un remake di Final Fantasy VII, e non ritenevano giusto passare il progetto nelle mani della prossima generazione. Un'altra ragione per lo sviluppo del gioco era che la lista dei titoli di Square Enix per PlayStation 4 si stava allungando, e il team sperava di incrementare la popolarità della console. Notevole era l'assenza, nel team di sviluppo, di Nobuo Uematsu, che aveva composto la colonna sonora del titolo originale. Kitase rivelò in seguito che Uematsu stava lavorando alla musica del gioco in un ruolo imprecisato. Questa era la prima volta che Kitase e Uematsu lavorano di nuovo insieme dall'uscita di Final Fantasy X, e Kitase pensava che Uematsu avrebbe rifiutato dal momento che quest'ultimo aveva da tempo lasciato Square Enix e trovato successo come compositore indipendente.

### Sviluppo
Il gioco ha raggiunto la fase di pieno sviluppo verso la fine del 2015. La produzione di Final Fantasy VII Remake è attualmente gestita dalla Square Enix Business Division 1. Nonostante Nomura sia stato coinvolto nel progetto fin dall'inizio, egli ha scoperto di essere il direttore dopo aver visto il suo nome accreditato in un video di presentazione della compagnia interna, dal momento che supponeva che Kitase avrebbe ricoperto quel ruolo. Ha dichiarato poi che Kitase stesso pensava che Nomura si aspettasse di diventare direttore del progetto. Nonostante esistesse già una storia per il titolo, comportando quindi un lavoro assai minore su certi fronti, Nomura era stato richiamato per creare materiale aggiuntivo per la storia già esistente. Un altro dei leader del progetto era Naoki Hamaguchi, che aveva precedentemente lavorato come programmatore per Lightning Returns: Final Fantasy XIII e come capo del progetto per Mobius Final Fantasy.
Nonostante il team avesse la possibilità di creare una versione ridefinita di Final Fantasy VII semplicemente con una grafica migliorata, come molti fan avevano richiesto, i membri del team si erano resi conto che la grafica e molte delle meccaniche di gioco erano ormai diventate datate per gli standard moderni. Decisero quindi di voler fare un intero remake del titolo, ricostruendo il sistema di gioco per soddisfare i gusti odierni e usando la tecnologia attualmente a disposizione per ricreare il mondo di Final Fantasy VII. Questa decisione portò alla creazione di un sistema di combattimento in stile action per Remake, essendo il titolo moderno più rappresentativo della serie il picchiaduro del 2009 Dissidia Final Fantasy. Con questa idea in mente, il gioco è stato sviluppato in stile action senza però essere caratterizzato interamente da un vero e proprio sistema action. Il sistema di combattimento è stato gestito da Nomura e Mitsunori Takahashi; quest'ultimo aveva precedentemente lavorato sia alla serie Kingdom Hearts che a Dissidia 012 Final Fantasy. Uno dei game designer è stato Kyohei Suzuki, un veterano della Business Division 4 della compagnia che aveva in precedenza lavorato come planner per Kingdom Hearts 358/2 Days e Kingdom Hearts Coded. L'obiettivo del team era quello di conservare tutte quelle meccaniche di gioco originali che erano state molto apprezzate dai giocatori.
Nello scrivere la sceneggiatura, il team di sviluppo ha dovuto prestare attenzione a far sì che il gioco non venisse sopraffatto dalla nostalgia. Si è dovuto inoltre decidere quali elementi mantenere dell'originale e quali invece necessitassero degli accorgimenti a causa dei cambiamenti nelle norme sociali dall'uscito del titolo originale, in particolare in riferimento a una scena in cui Cloud si traveste da donna per una missione di infiltrazione. Il team stava inoltre considerando l'idea di includere riferimenti ad eventi narrati in altri titoli della Compilation, nonostante sia ancora da decidere che forma e scopo questi assumeranno. Nomura ha in seguito dichiarato che, al 2017, Remake non condivideva ancora una diretta continuità con la Compilation. La sceneggiatura per il primo capitolo di Remake è stata completata nel dicembre 2015. Il gioco sarà completamente doppiato, con l'intenzione di richiamare i doppiatori che avevano lavorato al film in CGI Final Fantasy VII: Advent Children nei rispettivi ruoli, nonostante la proposta non sia ancora stata avanzata a tutto il cast e personaggi che si limitavano a delle brevi comparse (come Red XIII) potrebbero subire un recasting. Il sottotitolo Remake è stato incluso per differenziare il gioco dal capitolo originale del 1997; inizialmente avrebbe dovuto richiamare la storia del gioco, ma il team non voleva dare l'impressione che si trattasse di un sequel o di uno spin-off. Al posto di utilizzare modelli e design dei personaggi di Advent Children, che a quel punto erano stati realizzati con una tecnologia vecchia di dieci anni, il team ha deciso di creare dei modelli e design nuovi per i personaggi: Nomura desiderava bilanciare il realismo di Advent Children con lo stile deformato e stilizzato. Nomura è responsabile del rinnovo del design dei personaggi principali, mentre il designer Roberto Ferrari si occupa del design dei personaggi secondari. La modellazione dei personaggi è supervisionata da Visual Works, uno studio d'animazione CGI che lavora per Square Enix.
Square Enix si è affidata all'Unreal Engine 4 di Epic Games per sviluppare il gioco, lavorando insieme a Epic Games Japan per ottimizzare il motore grafico per Remake. Il team ha ricevuto supporto tecnico anche dagli sviluppatori di Kingdom Hearts III, dal momento che quest'ultimo è stato sviluppato utilizzando lo stesso motore grafico. L'illuminazione del gioco è aumentata tramite a "Enlighten", un motore grafico d'illuminazione messo a disposizione dalla software house Geomerics. Square Enix ha inizialmente collaborato con lo studio di sviluppo CyberConnect2 per farsi aiutare nel gameplay e nella qualità video: nonostante la loro competenza sia stata apprezzata, le due compagnie necessitavano di lavorare a stretto contatto a causa degli stili di sviluppo molto diversi. Nel 2017, lo sviluppo del gioco è passato dall'essere congiunto con partner esterni all'essere principalmente un progetto interno. Uno dei cambiamenti più significativi è stato quello di concepire il Remake in più episodi: Kitase ha affermato che cercare di concentrare l'intero gioco in un'unica uscita avrebbe comportato il dover omettere grandi parti del gioco, cosa che sarebbe andata contro la visione del team di sviluppo. Suddividendo il gioco in più parti, il team ha dato la possibilità ai giocatori di esplorare zone del gioco originale inizialmente inaccessibili, come alcune aree all'interno della città di Midgar. Ogni gioco dovrebbe avere una dimensione paragonabile a quella di Final Fantasy XIII.
Durante la conferenza Square Enix dell'E3 2019, è stato precisato che la prima parte del progetto Remake coprirà gli eventi della città di Midgar e sarà contenuta in due dischi blu-ray. Il team di produzione del progetto, tuttavia, non ha ancora deciso in quante parti sarà suddiviso Final Fantasy VII Remake.

## Promozione
I primi rumour sul fatto che Square Enix stesse lavorando a un remake sono apparsi nel 2014, apparentemente provenienti da un fonte interna alla compagnia. Final Fantasy VII Remake è stato ufficialmente annunciato all'Electronic Entertainment Expo 2015 durante la conferenza PlayStation: l'annuncio ha ricevuto una standing ovation da parte del pubblico. Il trailer di lancio è stato creato da Visual Works. I prezzi delle azioni di Square Enix sono aumentati drasticamente in seguito all'annuncio, raggiungendo le loro quotazioni più alte mai raggiunte dal novembre 2008, e il video del trailer uscito su YouTube ha raggiunto oltre 10 milioni di visualizzazioni nelle prime due settimane. Remake è stato mostrato alla PlayStation Experience 2015, dove sono stati mostrati filmati e sezioni di gameplay dalla sequenza iniziale di Final Fantasy VII. Durante la cerimonia di apertura del 30º anniversario di Final Fantasy, presentata da Square Enix a Tokyo il 31 gennaio 2017 — 20º anniversario dell'uscita di Final Fantasy VII — è stata rivelata prima key visual in CGI, insieme all'annuncio di un evento in collaborazione con Mobius Final Fantasy. Il 18 febbraio 2017, Nomura ha mostrato e discusso due nuovi screenshot del gioco, mostrando il nuovo HUD del gioco. Nonostante egli volesse mostrare anche dei filmati, Square Enix ha respinto la sua richiesta. A causa della scarsità di filmati mostrati dal 2015, del passaggio al team di sviluppo interno e degli altri progetti in cui Nomura era coinvolto, c'erano state preoccupazioni riguardo allo stato del progetto. In seguito all'E3 2018, Nomura ha dichiarato che il gioco era in pieno sviluppo, e che gli avrebbe dedicato la sua piena attenzione una volta completato Kingdom Hearts III.
Il 9 maggio 2019, durante lo State of Play di Sony, è stato mostrato un nuovo trailer promozionale, contenente sequenze di gioco e nuovi filmati, annunciando l'arrivo di nuove informazioni nel mese di giugno. II 9 giugno successivo, durante il concerto FINAL FANTASY VII A Symphonic Reunion, Square Enix ha proiettato un nuovo trailer con cui ha rivelato la data d'uscita del gioco a livello globale, fissata per il 3 marzo 2020. Il 10 giugno, in occasione della conferenza Square Enix all'E3 2019, sono stati mostrati nuovi filmati e sequenze di gioco; il produttore del gioco, Yoshinori Kitase, ha anticipato che la prima parte del progetto Remake si concentrerà sugli eventi della città di Midgar, mentre Neal Pabon, responsabile della sezione marketing della compagnia, ha fatto maggior chiarezza sul nuovo sistema di combattimento messo a punto per il titolo.. Final Fantasy VII Remake è stato riconosciuto dalla Game Critics Awards come il miglior gioco dell'E3 2019, assieme al riconoscimento di Best RPG e Best Console Game.

## Distribuzione
L'uscita della prima parte di Final Fantasy VII Remake a livello internazionale per PlayStation 4, inizialmente prevista per il 3 marzo 2020, è stata in seguito posticipata al 10 aprile dello stesso anno. È stata resa disponibile in versione standard, deluxe, digital deluxe e tramite un'edizione speciale da collezione denominata 1st Class Edition.

## Accoglienza

### Critica
| Testata                          | Versione   | Giudizio |
| -------------------------------- | ---------- | -------- |
| Metacritic (media al 19-06-2022) | PS4        | 87/100   |
| Metacritic (media al 19-06-2022) | PS5        | 89/100   |
| Metacritic (media al 19-06-2022) | PC         | 86/100   |
| OpenCritic (media al 19-06-2022) | collettivo | 88/100   |
| 4Players                         | PS4        | 82/100   |
| Destructoid                      | PS4        | 9/10     |
| EGM                              | PS4        | 3/5      |
| Famitsū                          | PS4        | 39/40    |
| Everyeye.it                      | PS4        | 9/10     |
| Game Informer                    | PS4        | 8,75/10  |
| GameRevolution                   | PS4        | 5/5      |
| GameSpot                         | PS4        | 10/10    |
| GamesRadar+                      | PS4        | 4.5/5    |
| Hardcore Gamer                   | PS4        | 4/5      |
| IGN                              | PS4        | 8/10     |
| Jeuxvideo.com                    | PS4        | 18/20    |
| Multiplayer.it                   | PS4        | 9,4/10   |
| OPM (UK)                         | PS4        | 10/10    |
| Pushsquare                       | PS4        | 8/10     |
| RPGamer                          | PS4        | 4.5/5    |
| The Games Machine                | PS4        | 8,5/10   |
| USGamer                          | PS4        | 3.5/5    |
| VG247                            | PS4        | 4/5      |

Final Fantasy VII Remake ha ricevuto recensioni "generalmente favorevoli", secondo l'aggregatore di recensioni Metacritic, con i critici che hanno elogiato la sua fedeltà al gioco originale. Tom Marks di IGN definì il gioco una "reinvenzione completa", lodando il sistema di combattimento. Nahila Bonfiglio di The Daily Dot lo considerava uno dei migliori giochi del 2020 basato su molteplici aspetti che avrebbero attirato il pubblico,  mentre EGM definì il gioco accattivante come l'originale. Anche Eurogamer ha apprezzato molto il remake, al punto da trovarlo superiore al gioco originale.

### Vendite
Final Fantasy VII Remake ha venduto oltre 3,5 milioni di copie in tutto il mondo nei primi 3 giorni; questo lo ha reso uno dei più grandi lanci per un gioco per PlayStation 4 e l'esclusiva per PS4 più venduta, superando le vendite di lancio di Marvel's Spider-Man (3,3 milioni; 2018) e God of War (3,1 milioni; 2018). Ad agosto 2020 risultavano oltre 5 milioni di copie vendute.
In Giappone Final Fantasy VII Remake ha venduto oltre 1 milione di copie nella prima settimana di commercializzazione, con il titolo esaurito in molti negozi.
In Nord America è stato il gioco più venduto di aprile 2020 e il terzo gioco più venduto del 2020, dietro Call of Duty: Modern Warfare (2019) e Animal Crossing: New Horizons (2020).  È diventato il titolo Final Fantasy più venduto nella storia del franchise, superando il record di lancio precedentemente stabilito da Final Fantasy XV (2016), ed è stato il gioco per PlayStation 4 più scaricato dell'aprile 2020 negli Stati Uniti.
Nel Regno Unito, il gioco ha debuttato in cima alla classifica delle vendite settimanali, vendendo circa 60 000 copie fisiche nel suo primo fine settimana. L'associazione di categoria tedesca GAME ha annunciato che a Final Fantasy VII Remake sono bastati pochi giorni per vendere più di 100.000 unità in Germania, per cui ha vinto un Gold Sales Award. È stato il quarto gioco per PlayStation 4 più scaricato dell'aprile 2020 in Europa.